# Stjepan Ivšić
Stjepan Ivšić, hrvaški filolog, jezikoslovec, profesor, akademik, * 1884, Orahovica, † 1962, Zagreb.
Ivšić je bil rektor Univerze v Zagrebu med letoma 1939 in 1943 ter profesor slavistike (slovanske filologije oziroma primerjalnega slovanskega jezikoslovja) na tamkajšnji Filozofski fakulteti (naslednik Tomislava Maretića).